# ولف لپنیس
ولف لپنیز (به آلمانی: Wolf Lepenies) (زادهٔ ۱۱ ژانویه ۱۹۴۱ در الشتین، پروس خاوری) جامعه‌شناس، دانشمند علوم سیاسی و نویسندهٔ علمی است.

## زندگی
ولف لپنیز در ۱۱ ژانویهٔ ۱۹۴۱ در آلن‌اشتاین، ناحیه‌ای در آلمان وقت (اُلشتین در لهستان امروزی) زاده شد. در سال ۱۹۴۵ خانوادهٔ وی به دلیل حملهٔ ارتش اتحاد جماهیر شوروی به پروس خاوری به اشلسویگ-هولشتاین و از آن‌جا به نوردراین-وستفالن فرار کردند. سرانجام او در کوبلنتس بزرگ شد.
لپنیز پس از جنگ جهانی دوم دیپلم متوسطهٔ خود را دریافت کرد و در دانشگاه وستفالی ویلهلم در نوردراین-وستفالن به تحصیل در رشتهٔ جامعه‌شناسی و فلسفه پرداخت. او در سال ۱۹۶۷ با ارائه رساله‌ای با موضوع «مالیخولیا و جامعه» دکترای خود را دریافت کرد. در سال ۱۹۷۰ نیز در دانشگاه آزاد برلین به درجهٔ استادی رسید. او در خانهٔ علوم انسانی پاریس و مؤسسه مطالعات پیشرفتهٔ پرینستون نیوجرسی نیز به کار پرداخت.
لپنیز در سال ۱۹۸۴ در کالج علوم برلین و نیز دانشگاه آزاد برلین به سمت استاد رسمی جامعه‌شناسی منصوب شد. اقامت‌های پژوهشی اغلب او را به مؤسسهٔ مطالعات پیشرفتهٔ پرینستون می‌کشاند. او در سال ۱۹۸۶ به عنوان جانشین پیتر واپنیوسکی (به آلمانی: Peter Wapnewski) به سمت ریاست کالج علمی برلین انتخاب شد. در سال ۲۰۰۱ دیتر گریم (به آلمانی: Dieter Grimm) جانشین او شد. در سال ۲۰۰۶ نیز لپنیز به عنوان استاد ممتاز دست یافت.
لپنیز در سال ۱۹۹۱ جزو بنیانگذاران کالج بوداپست، نخستین مؤسسهٔ مطالعات پیشرفته در اروپای مرکزی و شرقی بود. او اکنون رئیس شورای مشورتی بنیاد فریتز تیسن (به آلمانی: Fritz Thyssen Stiftung) کلن، عضو آکادمی علوم برلین – براندن بورگ، آکادمی هنرها و علوم آمریکا، آکادمی جهانی فرهنگ‌ها (پاریس)، آکادمی زبان و شعر آلمان، آکادمی اروپا (لندن)، موسسه آزپن (برلین)، بنیاد ملی آلمان، آکادمی سلطنتی علوم سوئد و آکادمی سلطنتی ادبیات، تاریخ و باستان شناسی سوئد است.
وی جوایز زیادی نیز دریافت کرده که از آن میان می‌توان به جایزهٔ الکساندر فون هومبولت، کارل فوسلر، تئودور هویس، مدال لایپنیتز، شارتیه، لژیون دونور فرانسه اشاره کرد. همچنین از دانشگاه سوربن دکترای افتخاری، از دانشگاه بوداپست، نشان خدمت و نیز نشان فرماندهٔ ستاره شمالی سوئد را دریافت کرده‌است.

## آثار
کتاب‌ها
- Melancholie und Gesellschaft, 1969 (Diss. 1967)
- Mit Hans Henning Ritter: Orte des wilden Denkens. Zur Anthropologie von Claude Levi-Strauss, 1970
- Soziologische Anthropologie. Materialien, 1971
- Das Ende der Naturgeschichte. Wandel kultureller Selbstverständlichkeiten, 1976
- Geschichte der Soziologie (in vier Bänden), 1981
- Die drei Kulturen. Soziologie zwischen Literatur und Wissenschaft, 1985
- Autoren und Wissenschaftler im 18. Jahrhundert. Linné - Buffon - Winckelmann - Georg Forster - Erasmus Darwin, 1988
- Gefährliche Wahlverwandtschaften. Essays zur Wissenschaftsgeschichte, 1989
- Folgen einer unerhörten Begebenheit. Die Deutschen nach der Vereinigung, 1992
- Aufstieg und Fall der Intellektuellen in Europa, 1992
- Sainte-Beuve. Auf der Schwelle zur Moderne, 1997
- Benimm und Erkenntnis, 1997
- Sozialwissenschaft und sozialer Wandel. Ein Erfahrungsbericht, 1999
- Kultur und Politik. Deutsche Geschichten, 2006
- The Seduction of Culture in German History, 2006

رسالات و مقالات (منتخب)
- Reizend zum Widerspruch. Vor einhundert Jahren wurde Talcott Parsons geboren, der sich in Harvard einigelte und die Soziologie in Amerika heimisch machte. In: SZ, 13. Dezember 2002.
- Im Banne der Bibel. Von der Entsäkularisierung der amerikanischen Politik. In: SZ, 3. Januar 2003.
- Wir sind alle Europäer. Drei Reden vom Osten, der Neuen Welt und dem Alten Kontinent. In: SZ, 30. Januar 2003.
- An den Grenzen der Macht. Im Irak scheitert die Strategie der "erzwungenen Demokratie". In: SZ, 12. November 2003.
- Warum es in Krisenzeiten lohnt, Balzac zu lesen. In: Die Welt, 13. Dezember 2009.

## پی‌نوشت
1. 1 2 3 4 5 6  «متفکران آلمان: ولف لپنیز»،  انسان‌شناسی و فرهنگ.